# 琴平川 (中川町)
琴平川（ことひらがわ）は、日本の北海道中川郡中川町を流れる川で、天塩川の支流である。長さ約11.5キロメートル、流域面積19.5平方キロメートルまたは19.7平方キロメートル。最下流部は国が、2.1キロメートルは北海道が管理する。

## 流路と流域
北見山地の北を占める標高716メートルのペンケ山の南を源とし、山中を東から西に流れ、天塩川に注ぐ。上流部は山地・森林で、大部分が北海道大学の中川研究林になっている。また、大部分を2024年現在建設中の国道40号音中道路が並走する。
下流の約1キロメートルは畑が広がる天塩川右岸の平地を流れる。合流点まで約900メートルは三面がコンクリートで護岸されている。

## 河川工作物

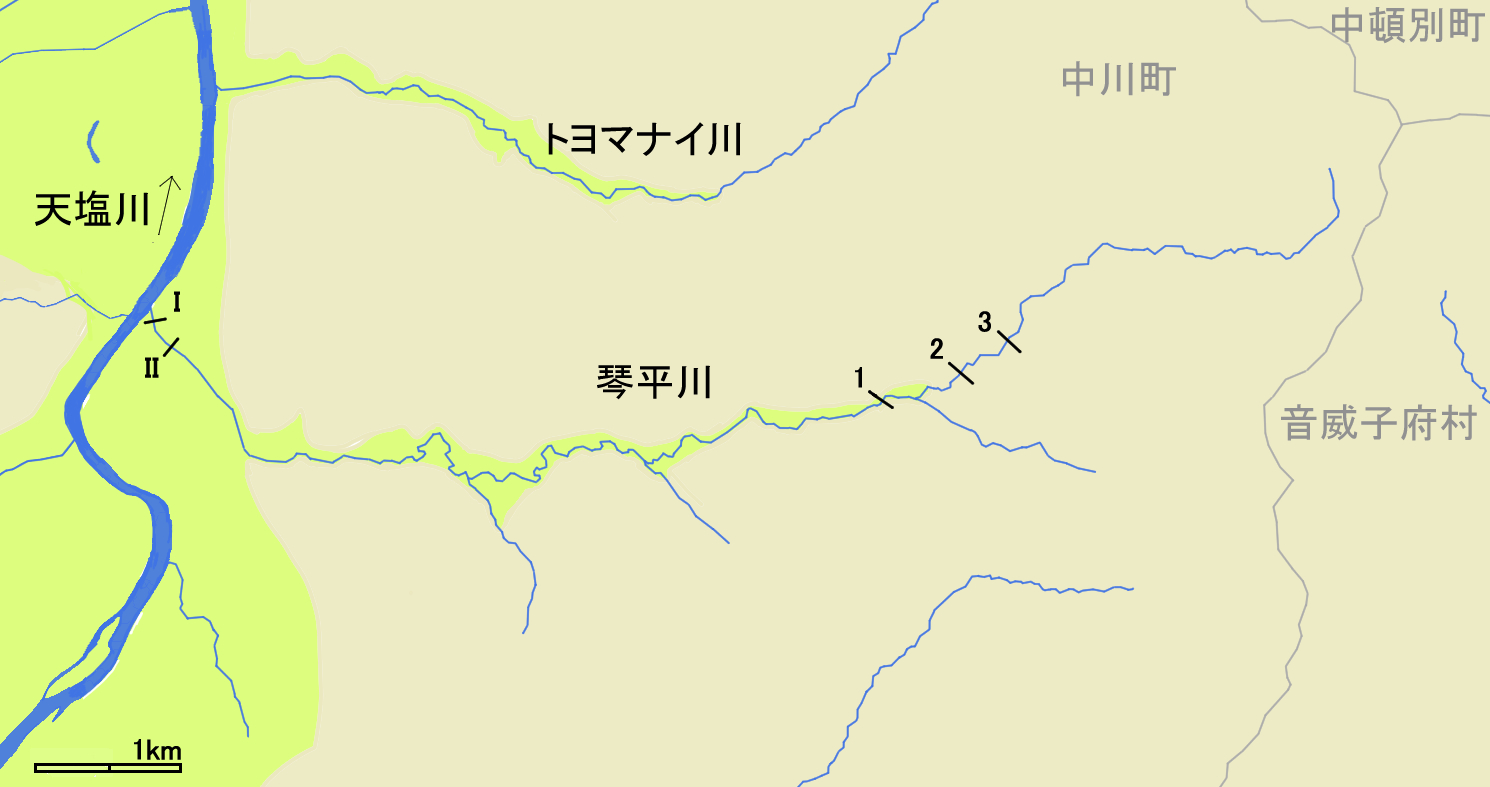

1960年代末から1970年代にかけて、上流部に3つの砂防ダムが建設された。このダムが魚類の遡行を妨げているという指摘があり、後になって第1、第2には魚道を付け、第3には細い傾斜路を設けるスリット化工事を施した。下流部には2か所に落差工があり、ここにも魚道が設けられている。
- 第3治山ダム　1977年度設置、天塩川への合流点から約8.0km、2013年冬頃にスリット化
- 第2治山ダム　1972年度設置、合流点から約7.5km、2010年夏頃に魚道設置
- 第1治山ダム　1969年度設置、合流点から約6.8km、2009年秋頃に魚道設置
- 落差工II　合流点から約0.3km、2009年に魚道設置。
- 落差工I　合流点から約0.1km、2008年に魚道設置。

## 生物
重要とみなされる魚類に、サクラマス（ヤマメ）、ハナカジカ、スナヤツメ北方種がいる。フクドジョウも生息する。
サクラマスは琴平川とその支流の広い範囲を産卵場所にしている。かつて琴平川は落差工と砂防ダムにより上流にサクラマスが遡上できない状態だったが、2008年以降の魚道設置後に上流で幼魚が見られるようになった。音中道路の建設工事では、産卵時期に工事をしない、濁り水を処理する、工事部分に魚が入らないよう網を張る、取り残された魚を移す、といった対策をとった。
かつてサケが遡上しており、魚道設置にともないサケを戻すために2005年から数年間サケ（シロザケ）が放流された。

## 橋
- 宮下橋
- - 国道40号音中道路
- - 宗谷本線
- - 北海道道541号問寒別佐久停車場線
- - 北海道道541号問寒別佐久停車場線